# Чемпионат Ставропольского края по футболу
Чемпионат Ставропольского края по футболу — ежегодный футбольный турнир любительских команд Ставропольского края, проводящийся в рамках четвёртого дивизиона России по футболу.
Организатор соревнований — Федерация футбола Ставропольского края. Турнир проходит по системе лиг, в настоящее время (2020) существуют первая и вторая группы. С 2016 года турнир первой группы проводился по двухступенчатой формуле (матчи в 2 круга, затем разделение на группы, борющиеся за 1-5 и 6-9 места, в них матчи также проводились в два круга).

## История
Проводится ежегодно с 1935 года, с перерывом в 1941—1944 годах. Первым чемпионом края в 1935 году стало «Динамо» (Ворошиловск), серебряным призёром — «Динамо» (Пятигорск).
В 1970—1990-е годы в чемпионате края участвовали более 20 команд, в отдельные годы — до 28 команд. Кроме первой группы чемпионата края, также существовала вторая группа, а в отдельные годы разыгрывалось первенство среди сельских команд ДСО «Урожай», имевшее статус третьей группы. В 2016 году в турнире первой группы участвовали 9 команд.
Наибольших успехов в истории турнира достигли команды Ставрополя, Пятигорска, Минеральных Вод, Лермонтова, Георгиевска, Новоалександровска.

## Победители
| Год  | Чемпион                           | Второе место                    | Третье место                   |
| ---- | --------------------------------- | ------------------------------- | ------------------------------ |
| 1935 | «Динамо» (Ворошиловск)            | «Динамо» (Пятигорск)            | не было                        |
| 2006 | ЦСКА (Кисловодск)                 | Строитель (Русское)             | ФК Ставрополь (Ставрополь)     |
| 2007 | ФК Ставрополь (Ставрополь)        | Атлант (Буденновск)             | Сигнал (Изобильный)            |
| 2008 | Гигант (Сотниковское)             | Торпедо (Георгиевск)            | Колос (Покойное)               |
| 2009 | Строитель (Русское)               | Атлант (Буденновск)             | Колос (Покойное)               |
| 2010 | Колос (Покойное)                  | Ипатово (Ипатово)               | Электроавтоматика (Ставрополь) |
| 2011 | Электроавтоматика (Ставрополь)    | Строитель (Русское)             | Колос (Покойное)               |
| 2012 | Строитель (Русское)               | Ставрополь (Ставрополь)         | Электроавтоматика (Ставрополь) |
| 2013 | Колос-Калининское (Покойное)      | Строитель (Русское)             | Электроавтоматика (Ставрополь) |
| 2014 | Электроавтоматика (Ставрополь)    | Колос-Калининское (Покойное)    | Сигнал (Изобильный)            |
| 2015 | Электроавтоматика (Ставрополь)    | Строитель (Русское)             | Сигнал (Изобильный)            |
| 2016 | Электроавтоматика (Ставрополь)    | Искра (Новоалександровск)       | Спартак (Будённовск)           |
| 2017 | Электроавтоматика (Ставрополь)    | Колос-Калининское (Покойное)    | Труженик (Архангельское)       |
| 2018 | Электроавтоматика (Ставрополь)    | СтавропольАгроСоюз (Ивановское) | Колос-Калининское (Покойное)   |
| 2019 | СтавропольАгроСоюз (Ивановское)   | Колос-Калининское (Покойное)    | Электроавтоматика (Ставрополь) |
| 2020 | СтавропольАгроСоюз (Ивановское)   | Электроавтоматика (Ставрополь)  | Софиевский (Золотарёвка)       |
| 2021 | СтавропольАгроСоюз (Невинномысск) | Электроавтоматика (Ставрополь)  | Ирбис (Железноводск)           |
| 2022 | СтавропольАгроСоюз (Невинномысск) | Электроавтоматика (Ставрополь)  | Родина (Дмитриевское)          |
| 2023 | Колос-Калининское (Покойное)      | Витязь (Михайловск)             | Родина (Дмитриевское)          |
| 2024 | Родина (Дмитриевское)             | Витязь (Михайловск)             | Колос-Калининское (Покойное)   |